# Острів Сіте

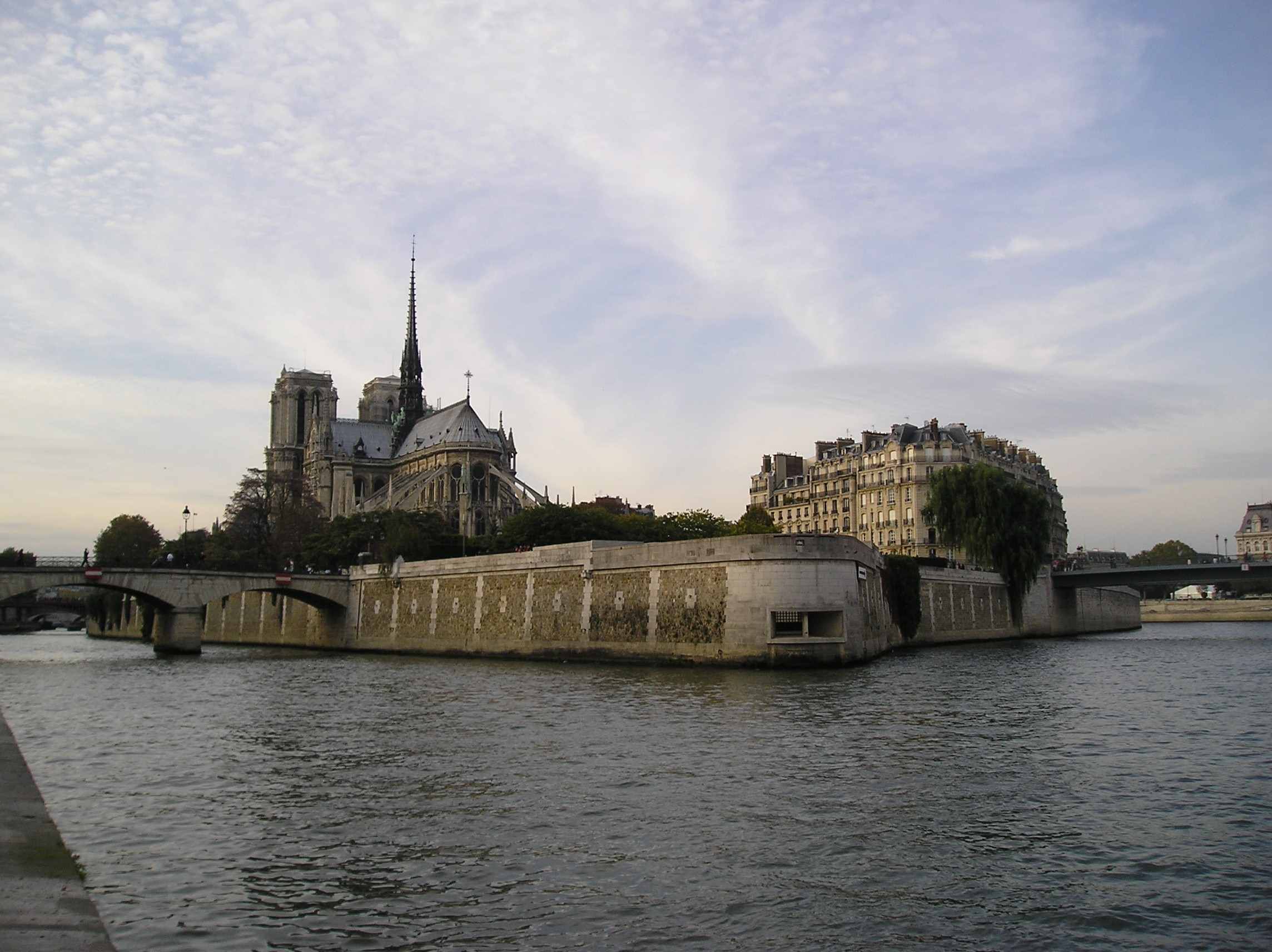
Східна частина острова Сіте

Острів Сіте́ (фр. Île de la Cité) — один з двох островів Сени, що збереглися в центрі Парижа і водночас найстаріша частина міста. Бульвар дю Пале поділяє острів на дві приблизно рівні частини, східна частина належить до 4-ого, а західна — до 1-го округу. Острів Сіте з'єднаний з обома берегами та сусіднім островом Сен-Луї дев'ятьма мостами: Пон-Неф, міст Міняйл, міст Нотр-Дам, Міст Арколь, Міст Сен-Луї (веде на острів Сен-Луї), Архієпископський міст, Подвійний міст, Малий міст та міст Сен-Мішель.
Через велику кількість пам'яток (собор Паризької Богоматері, Сент-Шапель, Консьєржері, Палац правосуддя) на острові будь-якої пори року збираються юрби туристів.

## Історія

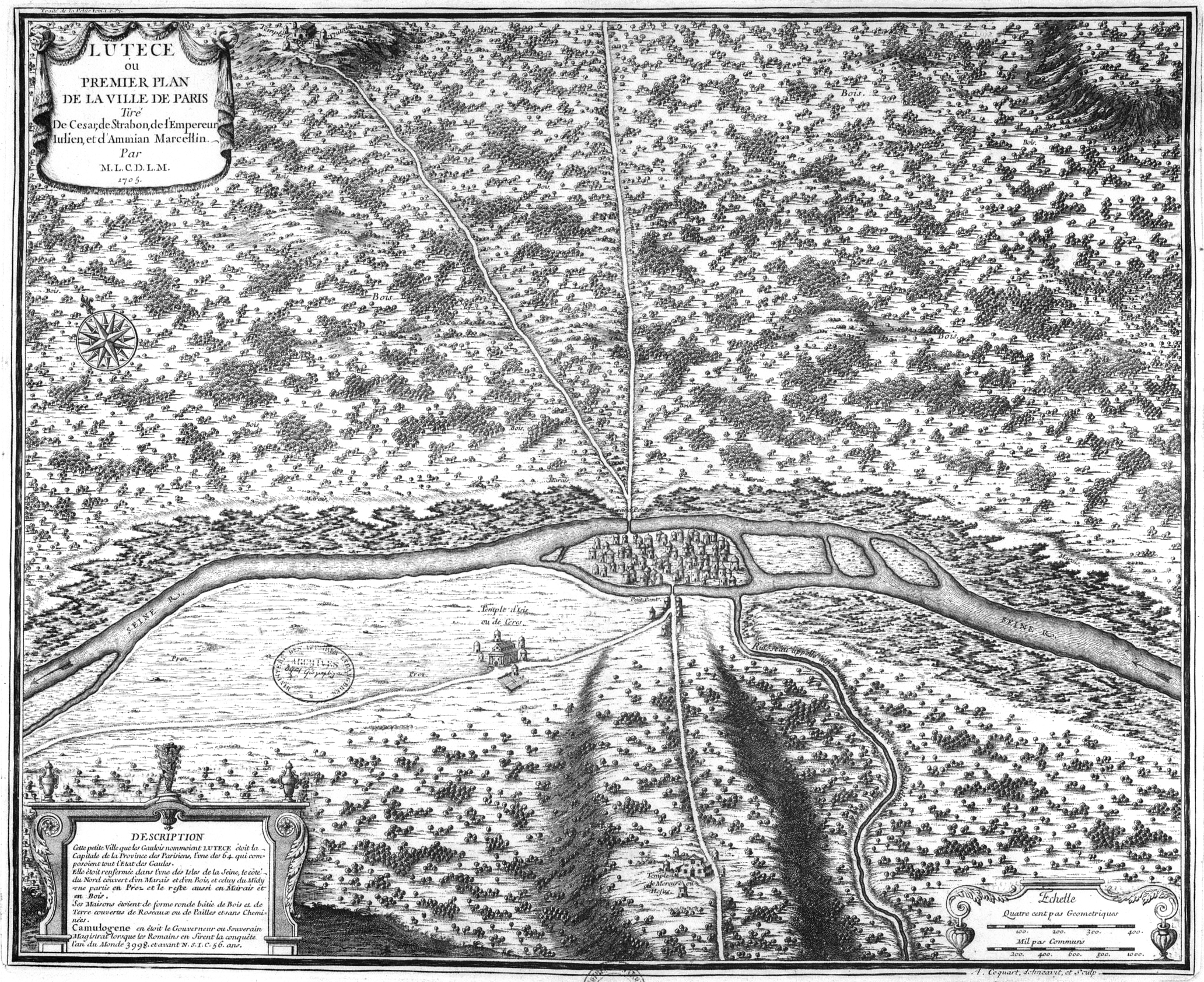
План Лютеції, з фондів Національної бібліотеки Франції

Сіте був заселений уже в античні часи — спочатку на острові оселилося кельтське плем'я паризіїв, потім (з 52 року до н. е.), після приєднання Галлії до Римської імперії, Лютеція стала римським поселенням. Поселення на острові хоч і було важливим торговим пунктом, проте великого впливу в Римській імперії не мало. Коли на початку VI століття Хлодвіг I переніс столицю франкського королівства в Париж, острів Сіте набув великого значення. За часів правління Хільдеберта I з династії Меровінгів в 540—550 роках була споруджена перша християнська церква Парижа — базиліка Св. Стефана; на її місці через кілька століть було споруджено собор Паризької Богоматері.
На початок XI століття для Роберта II на острові Сіте було побудовано королівський палац, який аж до XIV століття залишався резиденцією французьких королів. У 1244—1248 роках палацовий комплекс був доповнений каплицею Сент-Шапель, задуманою як сховище реліквій, вивезених Людовиком IX з Константинополя в 1239 році. Оскільки побудований для Філіпа II Августа палац Лувр вже не вміщав дедалі зростаючий королівської двір і був замалий для прийомів гостей, за наказом Філіпа IV Вродливого королівський палац на острові був заново перебудований в 1302—1313 роках. Проте резиденцією короля новий палац був недовго — під час Жакерії 1358 року з'ясувалося, що палац не може забезпечити надійного захисту правителеві, тому королівська сім'я була змушена переїхати спочатку в Отель Сен-Поль поблизу Бастилії, а потім в перебудований Лувр. Карл V віддав палацовий комплекс частково у володіння парламенту, що виконував тоді функції органу правосуддя. Палац правосуддя існує й донині, вже у новій будівлі. Приміщення, які залишилися, було віддано управителю палацу, консьєржу, від нього й пішла назва Консьєржері.

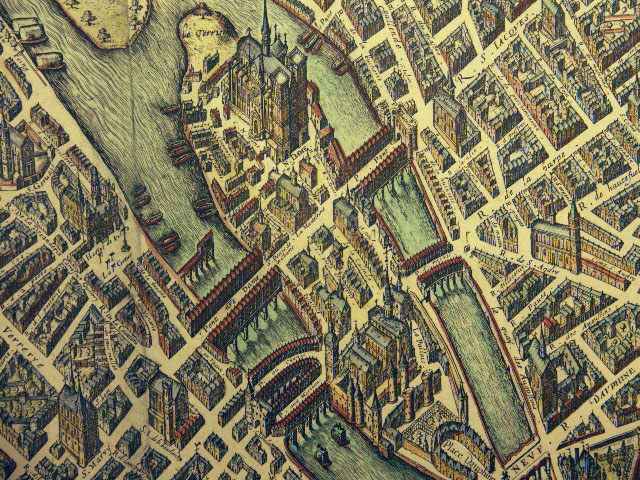
Сіте у 1609 році

Крім палацового комплексу на острові в ті часи розташовувалися кафедральний собор, ринок, шпиталь Отель Дьє та житлові будинки. Сіте складався з приблизно сорока вулиць, на яких було споруджено три- та чотириповерхові будинки, перший поверх яких був кам'яний, а верхні були збудовані з дерева і саману. З берегами Сени Сіте був з'єднаний чотрима мостами.

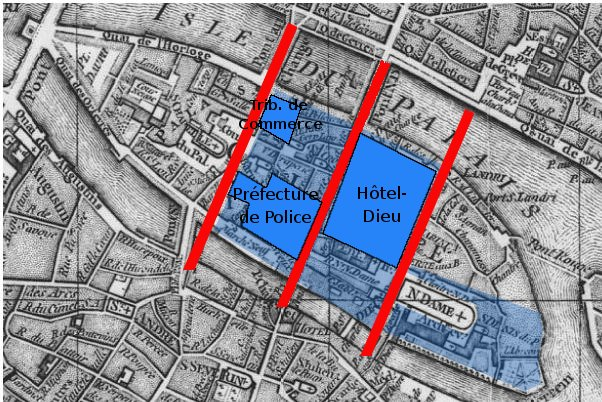
Реконструкція Сіте під керівництвом Османа

У 1584 році Генріх III наказав об'єднати 3 маленьких острови східніше від Сіте й приєднати їх до Сіте. Таким чином площа зросла з початкових 8 до 17 гектарів. На цьому місці було розплановано площу Дофіна та споруджено приватні будинки. Виручені від продажу будинків гроші пішли на будівництво мосту, який з'єднує обидва береги. За іронією долі сьогодні Новий міст є найстарішим з мостів Парижа.
До революції на острові Сіте, окрім собору Нотр-Дам, було до 20 церков і до 15 000 жителів.
У XIX столітті Сіте зазнав великих змін: не рахуючись з історичною цінністю будівель острова, містобудівник барон Осман зніс всі споруди між королівським палацом і собором. На їхньому місці було споруджено будівлі префектури поліції та комерційного суду. Також стару будівлю Отелю Дьє, яка раніше розташовувалося частково на острові й частково на лівому березі, було знесено і замінено на більшу будову (площею 3 га) за кілька метрів від первинного місця. Між новими будівлями було прокладено три прямі вулиці, які переходять в мости.

## Визначні місця

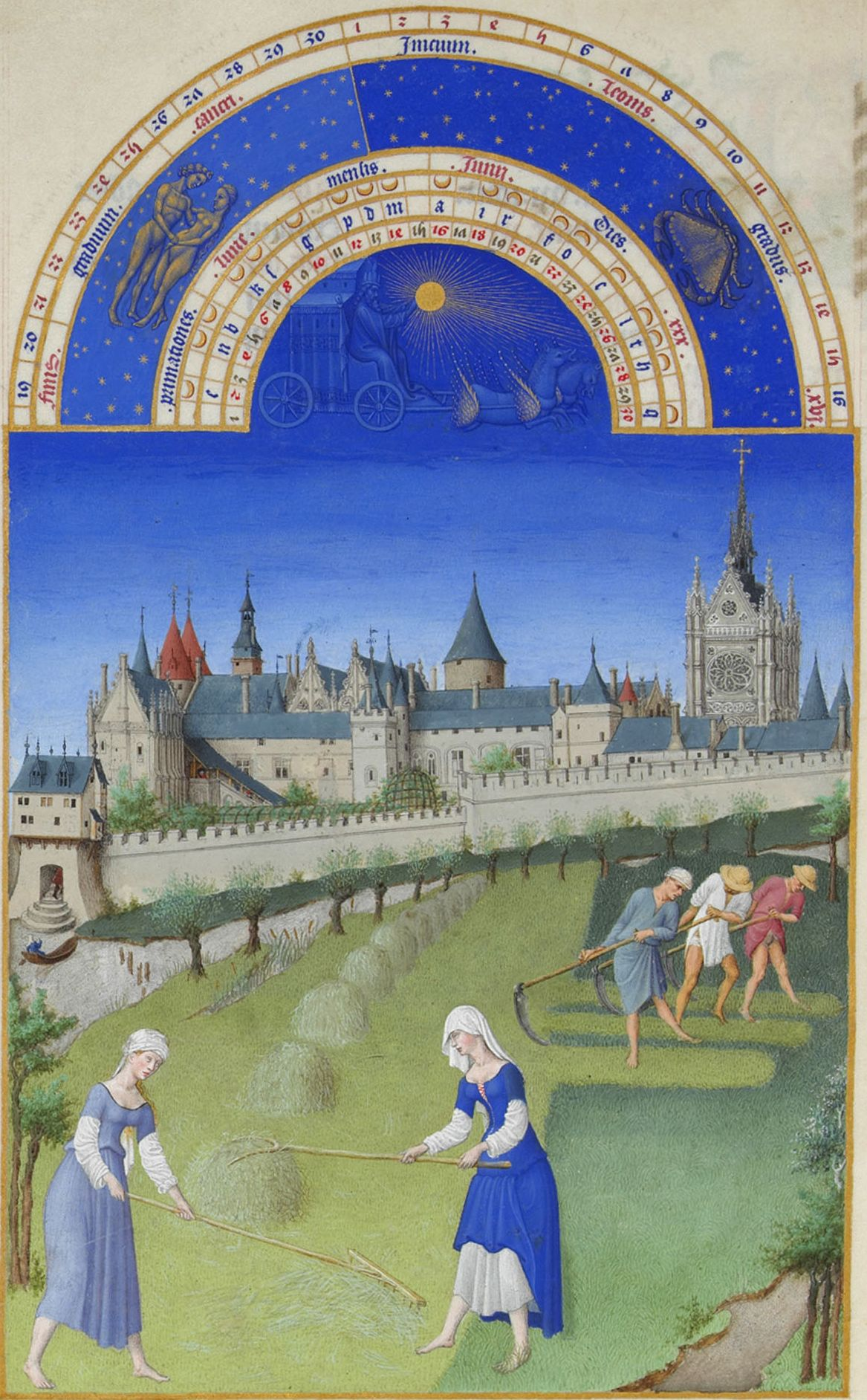
Королівський палац на острові Сіте в XV столітті

- Собор Паризької Богоматері
- Сент-Шапель
- Палац правосуддя
- Консьєржері
- Площа Дофіна
- Меморіал жертвам депортації
- Шпиталь Отель-Дьє
- Пташиний і квітковий ринок